# Brother (entreprise)
Pour les articles homonymes, voir Brother.
Brother (en japonais : ブラザー工業株式会社 / Burazā Kōgyō Kabushiki-gaisha) est une marque créée au Japon en 1908. D’abord spécialiste des machines à coudre industrielles, le groupe Brother s'est développé depuis et a élargi ses activités autour du partage et de la gestion de l’information et du document. L'entreprise construit maintenant des périphériques d’impressions (imprimantes et multifonctions) et des étiqueteuses électroniques.

## Historique

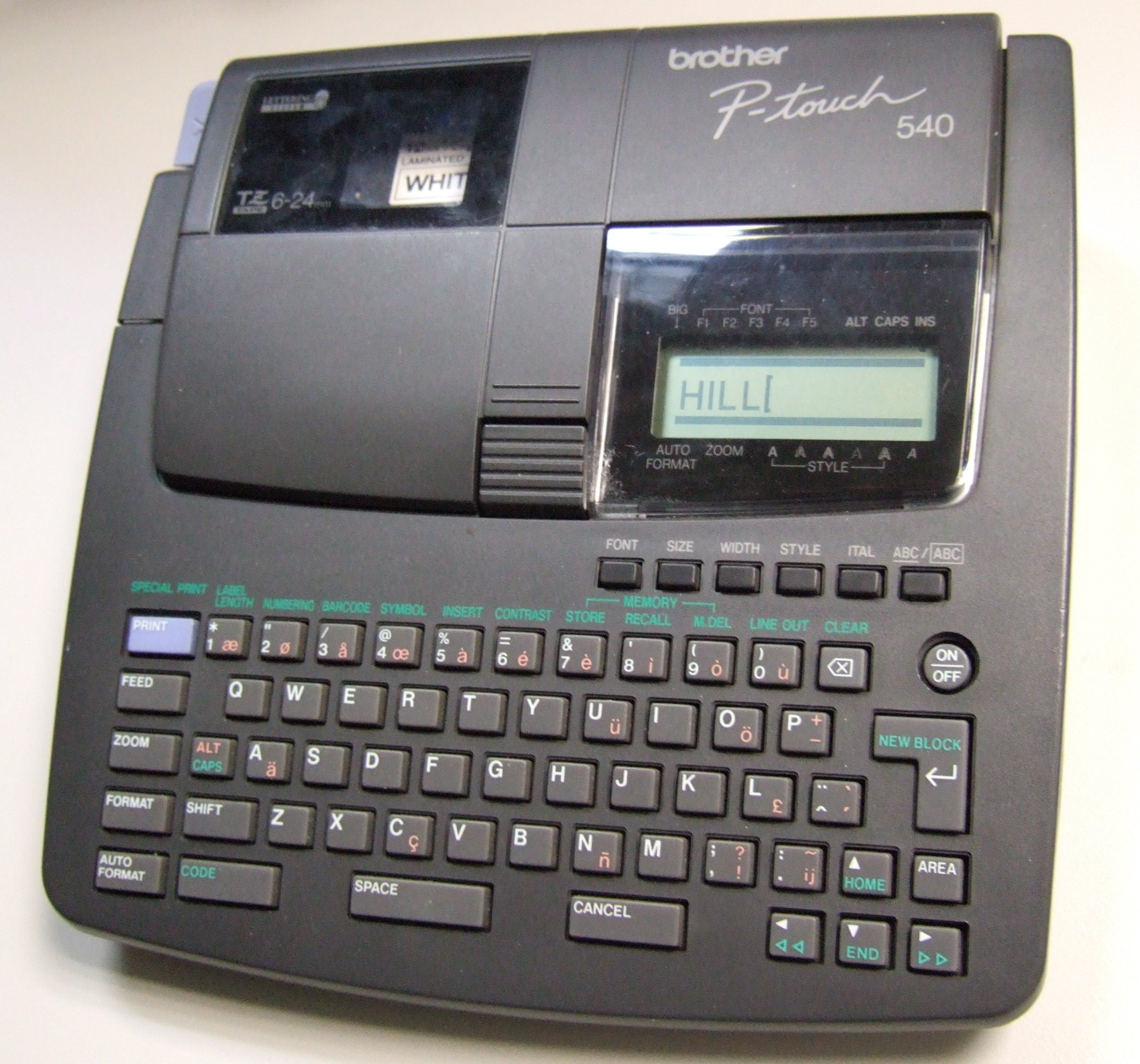
Une étiqueteuse Brother P-Touch 540

La société Brother trouve son origine en 1908, quand Kanekichi Yasui (1885-1925) fonde sa société de réparation de machines à coudre, la Yasui Sewing Machine Co. 
Le fils aîné de Kanekichi Yasui, Masayoshi, est formé à l'atelier dès l'âge de neuf ans, dans le courant des années 1920.[réf. nécessaire]
À l'époque, le Japon ne dispose pas d’infrastructures industrielles nécessaires à la production de machines à coudre : elles sont directement importées d'Europe et des États-Unis.  
Masayoshi a donc l’idée de se lancer dans la production de machines à coudre.
En 1925, Masayoshi et son frère Jitsuichi héritent de l'entreprise paternelle qu'ils rebaptisent malgré eux[réf. nécessaire] Yasui Brothers’ Sewing Machine Co. Leur premier choix est d’utiliser le terme sister, en hommage aux milliers d'utilisatrices de machines à coudre. Ce terme n'a plus été utilisé après que l'entreprise concurrente Singer est apparue.
En 1928, les frères Yasui réussissent à assembler la première machine à coudre domestique entièrement de fabrication japonaise, la « Sho-San-Shiki », un appareil moderne, à points de chaînette très résistant[réf. nécessaire].
Grâce à la construction de leur usine (à Nagoya), Masayoshi et Jitsuichi peuvent produire leurs machines à coudre en série. L'ancien atelier familial devient la Nippon Sewing Machine Manufacturing Co., plus connue sous le nom commercial de Brother.
En 1941, Brother créé Brother Sales, une filiale chargée de commercialiser les machines Brother sur le marché japonais. Puis, c’est en 1954 qu’est créée la Brother International Corporation, destinée à développer la grande exportation. Des bureaux sont implantés aux États-Unis et en Europe. 
À la fin des années 1950, les deux frères souhaitent innover en développant leur activité. La technologie Brother est dorénavant appliquée à d'autres produits : machines à écrire, machines à tricoter, ventilateurs électriques ou encore machines à laver. 
Aux Jeux olympiques de Tokyo 1964, Brother reçoit une commande de 300 machines à écrire pour les journalistes, ce qui signifie un important coup de publicité pour l'entreprise. Dans cette période, la société japonaise est cotée aux bourses de Tokyo, d'Osaka et de Nagoya. 
En 1968, Brother acquiert une partie de la société britannique Jones Sewing Machine Company Ltd., basée à Londres, alors la deuxième entreprise la plus importante de son type au Royaume-Uni. Jones Sewing Machine devient dès lors un centre de distribution de Brother dans ce pays. 
En 1971, Brother se lance dans les solutions d’impression en développant la première imprimante matricielle : la M-101. 
Fort de son succès et de sa popularité, Brother devient en 1984 le fournisseur de machines à écrire des Jeux Olympiques de Los Angeles. Brother a ainsi fourni 3 000 machines à écrire de type "Brother 210 portable" aux journalistes chargés de couvrir l'événement. 
En 1987, Brother fait ses premiers pas sur le marché des télécopieurs avec le Fax-100.
Après les Jeux Olympiques de Los Angeles, Brother Industries remporte de nouveau les droits d'approvisionnement en machine à écrire pour les Jeux Olympiques de Séoul de 1988.
En 1988, le groupe japonais se lance dans les systèmes de gestion documentaire en inventant un nouveau type d'appareil : La machine d'étiquetage. 
Avec la prolifération du PC à la fin des années 1990, le marché des équipements informatiques explose. Brother sort sa première imprimante multitâche 3-en-1 (télécopieur, imprimante et copieur) numérique laser, ainsi que la première imprimante multifonction numérique à jet d'encre couleur[réf. nécessaire].
En 2009, Brother intègre la technologie LED (Diode Electro-Luminescente) à ses imprimantes laser couleur dans des objectifs de maîtrise des coûts, de compacité, de vitesse et de performance.
En mars 2015, Brother annonce l'acquisition de Domino Printing, une entreprise britannique d'imprimerie, notamment de code-barres, pour 1,03 milliard de livres.

## Principaux actionnaires
au 16 mai 2020.
| Nippon Life Insurance                 | 4,50% |
| Dodge & Cox                           | 3,74% |
| Nomura Asset Management               | 2,81% |
| The Vanguard Group                    | 2,61% |
| Sumitomo Mitsui Financial Grou        | 2,57% |
| Sumitomo Life Insurance               | 1,72% |
| Mitsubishi UFJ Financial Group        | 1,68% |
| Brother (plan d'épargne des salariés) | 1,65% |
| Norges Bank Investment Management     | 1,52% |
| BlackRock Fund Advisors               | 1,36% |

## Activité

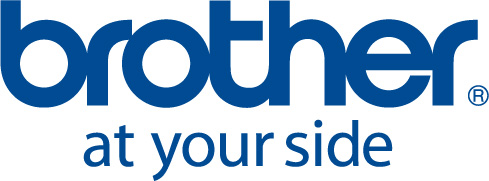
Nouveau logo

Le groupe dispose en 2015 de 17 sites de production et 52 filiales commerciales dans 44 pays. En quelques années, les pays européens ont formé l’un des trois centres d’activités du groupe Brother, aux côtés du Japon et des États-Unis, réalisant un tiers du chiffre d’affaires mondial du Groupe.

## Dates clés
Tout au long des années, Brother est présent sur différents secteurs d’activités, de l’électroménager avec les machines à coudre, aux solutions d’impression avec les imprimantes, les multifonctions ou encore les étiqueteuses, en passant par les machines à écrire. 
- 1908 : fondation en tant qu'entreprise de réparation de machines à coudre par Kanekichi Yasui[2]
- 1928 : première machine à coudre domestique 100 % japonaise, la « Sho-San-Shiki ».
- 1956 : apparition de la machine à coudre automatique à zigzag.
- 1961 : lancement des machines à écrire portables Brother
- 1971 : Brother invente la première imprimante matricielle à haute vitesse.
- 1982 : création de la première imprimante électronique personnelle à transfert thermique, la plus petite de sa catégorie.
- 1987 : lancement des premiers télécopieurs Brother
- 1988 : création de la première étiqueteuse portable de Brother
- 1992 : lancement de Joysound sur le marché asiatique : un système inédit de karaoké.
- 1995 : Brother sort sa première première imprimante laser multifonction.
- 1997 : lancement de  la première imprimante multifonction jet d’encre.
- 2002 : lancement de la première imprimante mobile au format A7.
- 2012 : lancement de la solution de webconférence OmniJoin ; Commercialisation de AiRScouter, les lunettes à réalité augmentée